# Julie Roy
Julie Roy (née le 11 mars 1973 à Montréal) est une gestionnaire culturelle et productrice de films d'animation canadienne. Le 13 mars 2023 elle est nommée directrice générale de Téléfilm Canada .

## Biographie
Née à Montréal, Julie Roy est diplômée en sciences de l'éducation à l'Université de Montréal. Elle entre à l'Office national du film du Canada en 1994, pour un emploi d'été, puis elle est officiellement embauchée en janvier 1995, d'abord affectée à des tâches administratives puis à la mise en marché des films. Pendant sept ans, elle occupe le poste d'agente de mise en marché au studio d'animation du Programme français de l'ONF. En 2007, elle est nommée productrice au studio d'animation du Programme français et en parallèle à ses activités professionnelles, elle obtient une maîtrise en études cinématographiques à l'Université Montréal, rédigeant un mémoire portant sur Michèle Cournoyer. En 2011, elle prend la direction du studio. 
En plus de son activité de productrice, Julie Roy signe plusieurs textes adoptant une perspective féministe sur l'histoire du cinéma d'animation,. Elle agit aussi occasionnellement comme programmatrice pour divers festivals et événements,. 
Elle remporte le prix Écrans canadiens pour le meilleur court métrage d'animation à la 1re cérémonie des prix Écrans canadiens en 2013, en tant que productrice du film Paula (en) de Dominic-Étienne Simard. La même année, elle est également en nomination en tant que productrice de Bydlo de Patrick Bouchard et de Edmond était un âne de Franck Dion. À la 4e cérémonie des prix Écrans canadiens, elle est nommée à deux reprises dans la même catégorie pour Autos Portraits (en) de Claude Cloutier et Dans les Eaux Profondes de Sarah Van den Boom. 
Le 20 mai 2020, elle est nommée directrice générale, création et innovation à l'ONF. À ce titre, elle supervise et coordonne l'ensemble des activités de production de l'agence fédérale canadienne, tant de le domaine de l'animation, du documentaire que des productions interactives, à la fois au programme français et au programme anglais. Elle occupe ce poste jusqu'en mars 2023, alors qu'elle est nommée directrice générale de Téléfilm Canada. 

## Œuvre
Son intérêt pour le cinéma d'animation expérimental se traduit notamment par deux collaborations avec Karl Lemieux (Mamori, 2010; Quiet Zone, 2015) et une autre avec Matthew Rankin (Tesla : Lumière mondiale, 2017, dont la première a lieu au Festival de Cannes).  
En 2016, elle était co-productrice à l'ONF du film Une tête disparaît de Franck Dion. 

## Filmographie

### Comme productrice
2008: Hungu de Nicolas Brault
2008: L'Ondée de David Coquard-Dassault
2008: Rosa Rosa de Félix Dufour-Laperrière
2008: Le nœud cravate de Jean-François Lévesque
2010: Mamori de Karl Lemieux
2010: Le cirque de Nicolas Brault
2011: Citrouilles et vieilles dentelles de Juliette Loubières
2011: Le loup à poil de Valère Lommel et Joke Van der Steen
2011: 55 chaussettes de Co Hoedeman
2011: Paula de Dominic-Étienne Simard
2012: Le grand ailleurs et le petit ici de Michèle Lemieux
2012: Kali, le petit vampire (en) de Regina Pessoa
2012: Edmond était un âne de Franck Dion
2012: Bydlo de Patrick Bouchard
2012: Le banquet de la concubine de Hefang Wei
2012: Merci mon chien de Nicolas Bianco-Levrain et Julie Rembauville
2013: Réflexion de Sylvie Trouvé
2013: Rue de l'Inspecteur d'Emanuelle Loslier
2013: Le jour nous écoute de Félix Dufour-Laperrière
2014: Pilots on the Way Home de Priit Pärn et Olga Pärn
2014: Dans les eaux profondes de Sarah Van Den Boom
2014: Histoires de bus de Tali
2015: Quiet Zone de Karl Lemieux et David Bryant
2015: Autos Portraits de Claude Cloutier
2016: Une tête disparaît de Franck Dion
2017: Charles de Dominic-Étienne Simard
2017: Tesla: Lumière mondiale de Matthew Rankin
2017: La dent de Guy Delisle
2018: Le sujet (en) de Patrick Bouchard
2018: Étreintes de Justine Vuylsteker
2019: Le cortège de Pascal Blanchet et Rodolphe St-Gelais
2019: Oncle Thomas : La Comptabilité des jours de Regina Pessoa
2020: Moi, Barnabé de Jean-François Lévesque